# Rudy Rudiction
 (août 2008).
Si vous disposez d'ouvrages ou d'articles de référence ou si vous connaissez des sites web de qualité traitant du thème abordé ici, merci de compléter l'article en donnant les références utiles à sa vérifiabilité et en les liant à la section « Notes et références ».
Rudy Rudiction, de son vrai nom Rudolph Egnankou, né le 7 juillet 1974 à Abidjan, est un rappeur, producteur, réalisateur et acteur ivoirien.

## Biographie
Sa carrière commence à Miami en 1999 où Rudy fait la rencontre de Pete Massitti, un des ingénieurs du son de Julio Iglesias avec qui il enregistre son premier morceau intitulé 99'respect et le remix Big sho pour commémorer la fin du siècle. Ce premier titre fait mouche dans les clubs abidjanais pendant les vacances de Noël 1999,. En 2000, il enregistre des titres très politisés comme Papa Noël, mon colonel et le Message, hommage à Félix Houphouët-Boigny pour la paix.
Entre 2001 et 2002, Rudy enregistre l'album La force de rap – 1re étape. Sur cet album, il collabore avec Don Yute qui est considéré comme une des légendes de dancehall. Le 7 juin 2002, après avoir passé sept ans à Miami sans revenir en Côte d'Ivoire, il rentre définitivement à Abidjan. Quelques mois après son arrivée, la rébellion éclate dans son pays, Rudy doit repousser la sortie de son album jusqu'en mars 2003. Il se fait connaître avec Tonton caméléon, un morceau dans lequel il décrit des hommes politiques véreux.
En décembre 2004, il ouvre son studio « Sky lab studio » et sa compagnie « Afrikareprezanta » en Côte d'Ivoire. En janvier 2005, il produit une compilation coupé-décalé Sagatue – épilogue 1 qui contient le morceau Ambiancer avec Rome DJ, Cui de dondon de Sarah T et Décalé chinois de Petit Blokko et un morceau d'Oxxy Norgy.
En juillet 2005, il produit le morceau de Douk Saga Ballon d'or pour soutenir les éléphants au mondial en Allemagne. Cette même année, Rudy enregistre l'album « Vive la Côte d'Ivoire » .
En 2006, il rappe sur le morceau de lancement de MTN, une compagnie de téléphonie installée en Côte d'Ivoire. Son single À nos chers disparus est aussi utilisé dans la publicité de la « Loyal vie assurance ». Depuis 2006, Rudy a produit plusieurs autres chansons coupé-décalé.
En 2007, Rudy produit et fait un featuring avec Tina Glamour sur la reprise de Hollyday de Madonna. Le 17 août 2007, Rudy sort son album Le seul, le vrai, l'unique, contenant 18 titres et la collaboration de Mokobe, Manu Key, Garba 50, Oxxy Norgy, Perfecto, Erickson Le Zulu...

## Projets
Rudy Rudiction a en projet un film Abidjan, l'argent, les gens, inspiré de son titre en featuring avec Mokobé du groupe 113 et Manu Key de Mafia K'1 Fry. Rudy a déjà joué dans un film, Dr Boris.

## Discographie

### Albums
- 2003 : La force de rap
- 2005 : Vive la Côte d'Ivoire
- 2007 : Le seul, le vrai, l'unique

### Singles
- 2003 - Tonton Cameleon
- 2005 - Le Boucan
- 2005 - A nos chers disparus feat Perfecto
- 2007 - Abidjan, L'Argent, Les Gens feat Mokobé & Manu Key

## Apparitions diverses
- 2002 - Rudy Rudiction & Don Yute -  La descente
- 2005 - Rome Dj feat Rudy Rudiction - Ambiancer
- 2006 - Tina Glamour feat Rudy Rudiction - Holiday
- 2007 - Psycam feat Rudy Rudiction- Souffrance à distance
- 2008 - Papys Yeux2lynx feat Rudy Rudiction - Les Jaloux
- 2008 - Katabo feat Rudy Rudiction & Axelo - Bobaraba Hip Hop